# Mathematica
Mathematica je komercialna programska oprema zasebnega podjetja Wolfram Reserch, Inc. (WRI). Predstavlja enega od nabolj priljubljenih matematično-naravoslovnih orodij. Mathematica vsebuje:
- sistem za simbolično obdelavo enačb,
- numerično računanje in vrednotenje rezultatov,
- orodje za vizualizacijo rezultatov,
- proceduralni programski jezik z elementi objektnega programiranja, ki temelji na pravilih.

Izvorni avtor in ustanovitelj podjetja Stephen Wolfram je izdal prvo različico leta 1988.

## Uporaba
Izvorna koda se vnaša v okvirje, imenovane Beležnica (Notebook). V primerjavi z običajnimi programskimi jeziki lahko vsebujejo tudi posebne matematične znake. Interpeter izvrši kodo praviloma takoj po vnosu. Rezultat in morebitne napake so tako takoj opazni. Lahko pa se koda tudi prevaja, kadar je to zaželeno. Mathematica obstaja za naslednje operacijske sisteme: Linux, MacOS, MS-DOS, Next, OS/2, Unix, VMS in MS Windows. Prilagojena je potrebam znanstveno-raziskovalnega dela, čeprav se uporablja tudi v gospodarskih ustanovah. Razen osnovnih računskih operacij, odvodov, integralov, sistemov enačb, dela z matrikami in numeričnih izračunov s poljubno natančnostjo je dodana še množica posebnih funkcij za različna področja matematike (na primer za kombinatoriko).

## Zgled izračuna
Spodnji zgled prikazuje izračun srednje vrednosti zaporedj na tri načine. V interaktivnem načinu Mathematika številči vnose in izpise ter neposredno prikazuje rezultate.
Določitev zaporedja: 

```
 In[1] := 
 MojiPodatki = Range[8] 
   

 Out[1] = {1, 2, 3, 4, 5, 6, 7, 8}         
```

Uporaba Mathematica-ine funkcije: 

```
 In[2] := 
 Mean[MojiPodatki] 
        

 Out[2] =  9/2                             
```

 Uporaba funkcij za delo z zaporedji:  

```
 In[3] := 
 Plus@@MojiPodatki / Length[MojiPodatki] 
 

 Out[3] =  9/2                             
```

 Proceduralni pristop:  

```
 In[4] := 
 vsota = 0 
                

 Out[4] =  0                               

 In[5] := 
 For[ j=1,j <= Length[MojiPodatki], j++, vsota += MojiPodatki
[[j]]
  ] 
                            

 In[6] := 
 vsota / Length[MojiPodatki] 

 Out[6] =  9/2
```

## Zgled risanja
Zgled risanja krožnice z enačbo:
{\displaystyle x(t)=-1+3\cos t}
{\displaystyle y(t)=1+3\sin t}
```
ParametricPlot
[
  {-1 + 3 * Cos[x], 1 + 3 * Sin[x]},
  {x, 0, 2π},
  AspectRatio -> Automatic,
  PlotStyle -> {Thickness[0.012]}
]
```

AspectRatioAutomatic povzroči, da sta x in y narisana v enakem merilu.
PlotStyleDoločimo lastnosti krivulje. Na primer Thickness za debelino črte.